# Obchodní dům Máj
Máj Národní je budova v Praze na křižovatce ulic Spálená a Národní postavená jako obchodní dům. Je jedním z nejvýznamnějších zástupců české architektury 70. let 20. století. Z architektonického hlediska jde o stavbu pozdně funkcionalistickou s prvky brutalismu a high-tech architektury architektů z ateliéru SIAL.
Budova byla vybudována jako obchodní dům v letech 1972–1975 pod názvem 02. Krátce po dokončení byla přejmenována na Máj, když pod tímto označením byla známá až do pádu komunistického režimu. Po roce 1992 došlo k dalšímu přejmenování na Kmart podle amerického řetězce, který jej vlastnil. V roce 1996 se vlastníkem a provozovatelem stala společnost Tesco, která obchodní dům provozovala pod svou značkou. Po rekonstrukci interiérů a zavedení nové koncepce firmy změnila společnost Tesco v září 2009 značku na My. V roce 2019 dům získala společnost ze skupiny AMADEUS Real Estate. V letech 2023–2024 byla budova zásadně zrekonstruována, od znovuotevření je využívána pod názvem Máj Národní jako obchodní centrum, zábavní prostor a výstavní prostor.
Od roku 2007 je dům chráněn jako kulturní památka České republiky.

## Historie
Máj byl vybudovaný na místě zbořeného novogotického Šlikovského paláce a do historické zástavby vstoupil „s razancí, jaká byla pro světovou architekturu 70. let 20. století typická“. Pavel Panoch zmiňuje, že Máj do centra Nového Města záměrně vkročil trochu jako slon v porcelánu a nesnažil se připodobnit kontextu svého historického prostředí, ale naopak do něj dosedl nesmlouvavě a drze jako těžké a objemné těžítko a jako užitečný experiment názorně ukazuje, kde jsou meze toho, co historické jádro Prahy ještě snese. 

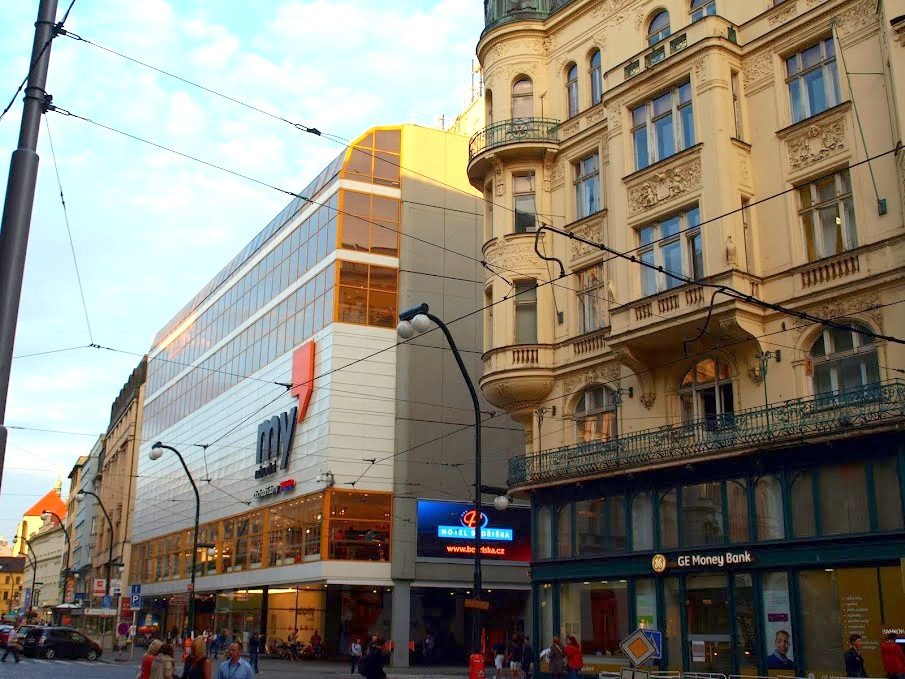
Pohled od Národní třídy, 2014

Obchodní dům Máj navrhli architekti John Eisler, Miroslav Masák a Martin Rajniš z libereckého ateliéru SIAL, který roku 1968 založil autor Ještědu Karel Hubáček. Stavbu realizovaly švédské stavební firmy SIAB a ABV Stockholm. Spolupráce se západními stavebními firmami byla v 70. letech neobvyklá.
Ve své době obchodní dům vyvolal velkou pozornost západních architektonických časopisů. Psal o něm Udo Kultermann v knihách Architecture in the Seventies (London, 1980) a Zeitgenössische Architektur in Osteuropa (Köln, 1985) a časopisy Baumeister (1973, č. 6), Bauforum (1981, č. 88) a Casabella (1985, č. 4 a 9, komentář Sebastiana Brandoliniho). V českém prostředí hodnota stavby tolik zdůrazňována nebyla, protože ateliér SIAL se dostal do nepřízně režimu, jeho členové nesměli publikovat v oficiálních architektonických časopisech. Historik architektury Jan Michl stavbu vyzdvihl ve své knize Realizace a projekty v současné architektuře (Odeon, Praha, 1978). Jedinou další zmínku v oficiální československé architektonické literatuře před rokem 1989 si dovolil Jaroslav Vebr v knize Soudobá architektura v ČSR (Panorama, Praha, 1980). Po roce 1989 Máj zmínily české práce Česká architektura/Czech Architecture, 1945–1995 (Obec architektů, Praha, 1995), Veletržní palác v Praze (Národní galerie, Praha, 1995), Mašinisti (Galerie Jaroslava Fragnera, Praha, 1996), Umělecké památky Prahy: Nové Město a Vyšehrad (Academia, Praha, 1998), na Západě pak Léon de Coste: Prague (Paris, 1990), Architecture in the Czech Republic (Chicago, 1993) a publikace nakladatelství Citadelle + Mazenod Prague (Paris, 2005).

### Vlastnické změny po roce 1989
Od června do prosince 1990 fungoval objekt jako Obchodní dům Máj, státní podnik. K 1. lednu 1991 byl v rámci privatizace získala budovu společnost Obchodní dům Máj, a.s. Ta byla v roce 1995 zrušena a sloučena se společností KMART ČR a.s., kterou tehdy vlastnil americký řetězec Kmart. Poté, co celou společnost Kmart koupila nizozemská pobočka Tesco, došlo v květnu 1996 k přejmenování společnosti na Tesco Stores ČR a.s., a obchodní domy K-Mart byly přejmenované na Tesco.
V roce 2018 byla budova vyčleněna do samostatné společnosti Department store Praha s.r.o., která byla v roce 2019 prodána společnosti BELLE REAL, a.s. vlastněné společností Amádeus Real, a.s. kontroverzního podnikatele Václava Klána. Společnost Department store Praha se následně sloučila BELLE REAL, která byla přejmenována na Máj Národní a.s.

### Proměny po roce 2000

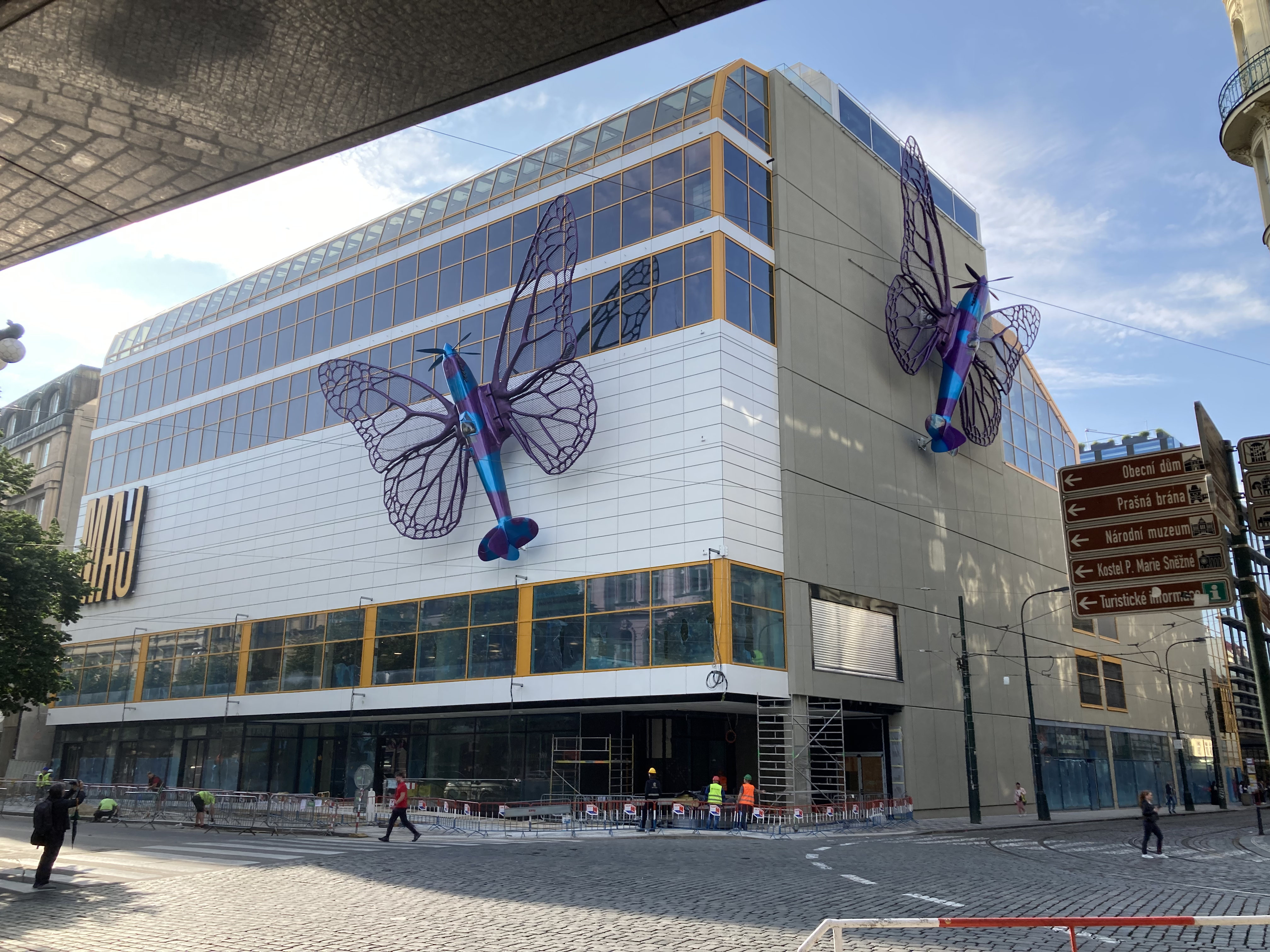
Motýli Davida Černého na OD Máj

V únoru 2006 společnost Tesco údajně požádala Magistrát hl. m. Prahy o vyjádření k záměru demolice obchodního domu odůvodněného tím, že je zastaralý. Zástupci magistrátu a odborné komise městské rady trvali na tom, že případnému zbourání by muselo předcházet vydání stavebního povolení na novou budovu, který by Máj nahradila. Po vlně kritiky nicméně společnost Tesco své plány zredukovala na radikální rekonstrukci a popřela, že by plánovala demolici.
V březnu 2006 historik a teoretik architektury Rostislav Švácha navrhl prohlásit obchodní dům za kulturní památku. Národní památkový ústav svým stanoviskem žádost podpořil, ředitel jeho pražské pobočky Michal Zachař ve vyjádření pro média označil stavbu za ojedinělou vlaštovku opravdu moderní architektury v normalizačním Československu. Svá stanoviska zpracovala také odborná pracoviště Univerzity Karlovy a ČVUT. 27. dubna 2006 Ministerstvo kultury zahájilo správní řízení o prohlášení kulturní památkou. Společnost Tesco 9. června 2006 požádala o přerušení správního řízení, aby získalo čas pro zpracování podkladů ke svému stanovisku, a ministerstvo jí v červenci vyhovělo. Tesco Stores ČR se prohlášení za památku bránila, protože chystala radikální přestavbu, a proti rozhodnutí podala rozklad, který však ministr kultury Martin Štěpánek 21. prosince 2006 zamítl. Spor o památkovou ochranu Máje rozvířil mezi veřejností otázku, zda si památkovou ochranu zaslouží nejen historické, ale i významné moderní stavby, které veřejnost jako památky nevnímá. S účinností od 3. ledna 2007 byl pak obchodní dům Máj za kulturní památku prohlášen.
Na podzim 2009 probíhala rozsáhlá rekonstrukce. V souvislosti s výstavbou komplexu Quadrio na sousedním pozemku s výstupem ze stanice metra Národní třída byla zakryta prosklená jižní stěna obchodního domu, skrz kterou byly původně vidět eskalátory. S Quadriem byl Máj propojen dveřmi v roce 2014.

V roce 2019 Máj zakoupila česká developerská společnost Amadeus Real Estate. Vlastníci společnosti, Václav a Martin Klánovi, stavbu zakoupili se záměrem realizovat v horních patrech apartmány a dole obchodní dům. Zaujala je i možnost nákladního výtahu, kdy by vlastníci apartmánů mohli s autem vyjet pomocí výtahu až do svého bytu. Následně svůj záměr změnili na klasické obchodní centrum a kanceláře, ale později se vzhledem k rušné lokalitě rozhodli pro realizaci zábavního centra.

### Rekonstrukce 2022–2024
Společnost Amadeus Real Estate začala obchodní dům rekonstruovat v roce 2022. Součástí rekonstrukce a přeměny na moderní obchodní a zábavní centrum byla i obnova fasády. Za rekonstrukci společnost utratila 4,5 miliardy korun.
Rekonstrukce byla dokončena v květnu 2024. Dominantou budovy se přitom stali dva motýli Davida Černého umístění na fasádě. Dvě osmimetrové plastiky motýlů, jejichž tělo má podobu letounu Spitfire, mají vzdávat hold českým letcům za druhé světové války. Díla byla na Máj nainstalována dočasně, povolení mají na rok, přesto jejich instalace vzbudila kontroverze. V debatě na ČT v pořadu Události, komentáře, došlo i na vulgarity mezi autorem plastik Davidem Černým a kurátorkou umění Galerie hlavního města Prahy Marií Foltýnovu. Dle Foltýnové je obchodní dům sám o sobě architektonickým dílem, které nepotřebuje další vrstvu. Černý Foltýnovou nazval „soudružkou Faltýnkovou”, a kritiku Foltýnové, že by měl ukázat ke schválení instalaci na kulturní památku i její návrh, komentoval slovy, že jde o „soudružský, komunistický způsob komunikace a uvažování“. Památkový ústav umístění těchto plastik nedoporučil, vyjádřil se k němu v tom smyslu, že budova je čistá a elegantní, je sama o sobě uměleckým dílem a nic dalšího nepotřebuje. Proti se postavil také Klub Za starou Prahu, který plastiky motýlů označil za typický kýč, a připomínku památky československých letců za snahu vyvolat dojetí a zároveň účelovou obranu před kritikou či nepřízní schvalovacích míst. Kritiku vyjádřil i sochař Pavel Karous, podle něhož se kulturní památka takovým zásahem ničí a přidává se na ni „současná postmoderna, která na architekturu 70. let nepatří”. S kritikou naopak nesouhlasil novinář Jan H. Vitvar z týdeníku Respekt, podle něj jde o klasické dílo Davida Černého, které je vždy odstranitelné a „akorát je velké a lidé jsou vždy rozpačití z toho, že je exponované ve veřejném prostoru”.
Rozlehlou plochu interiéru realizovala společnost Prochazka & Partners. Koncept na celkové ploše 17 tisíc metrů čtverečních byl údajně inspirován velkými evropskými metropolemi a projektem pařížského muzea Centre Georges Pompidou. Každé patro bylo přizpůsobeno různému způsobu využití. Zrekonstruovaný Máj v devíti patrech návštěvníkům nabídl obchody, restaurace, zábavní centrum a střešní vyhlídkovou terasu. Třetí a čtvrté patro bylo věnováno zábavnímu centru. Např. v oddělení Levels vyplnily stovky arkádových her. Páté patro bylo věnováno menším dětem – hostí zábavní park Lvíčkov. Dále pak šesté patro bylo věnováno historické expozici Back in Time (Zpátky v čase) a sedmé patro superhrdinům a komiksům. V osmém patře byla umístěna restaurace s výhledem na pražská panoramata a v posledním patře se nachází panoramatické terasy.

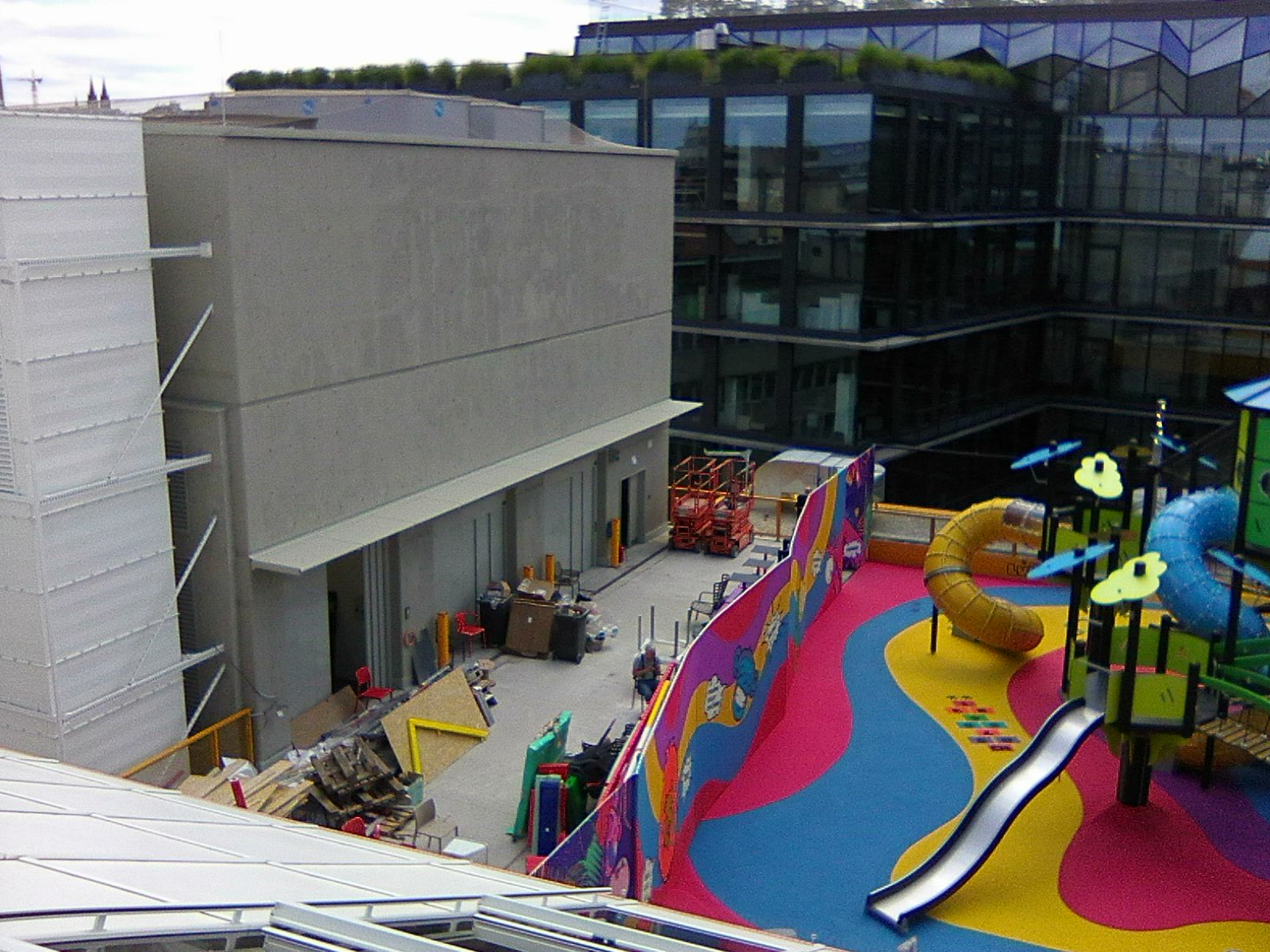
Nepovolené dětské hřiště (léto 2024)

Veřejnosti se zrekonstruovaný Máj znovu otevřel 24. června 2024. Po rozruchu způsobeném plastikami motýlů, vzbudila další vlnu emocí nová podoba interiérů. Zveřejněné fotografie interiérů pobouřily náměstka pro územní rozvoj Petra Hlaváčka. Na sociální síť X napsal, že je vnitřek kulturní památky „úplně zničený necitlivou přestavbou”. Vinu přisoudil památkářům, kteří dle něj hrubě podcenili péči o kulturní památku. Ti se však mohou vyjadřovat pouze k původním historickým prvkům jako jsou schodiště nebo vestavěné skříně, nikoli ke vkusu majitele v případě nových interiérů. Další negativní komentáře zaplavily ještě před otevřením sociální sítě. Nové interiéry Máje byly přirovnávány ke kasínu, cirkusu nebo Las Vegas. Architekt a historik architektury Zdeněk Lukeš se k interiérům vyjádřil: „Interiéry jsou strašné, je to úplný protiklad a až skoro výsměch k původní architektuře”. Ze strany veřejnosti byly zaznamenány různorodé reakce.
V rozporu s projektovou dokumentací bylo na terase v pátém patře zbudováno dětské hřiště, jehož nedostatečné stínění, plechové herní prvky a nemožnost ochlazení dětí v parném létě vyvolalo rozpaky a negativní reakce veřejnosti včetně odborníků. Majitel obchodního domu přislíbil nápravu a pro legalizaci dětského hřiště dodatečně zažádal o vydání stavební povolení. Dne 9. srpna 20024 ale svoji žádost stáhl zpět s tím, že na střeše bude plocha pro parkování dle původně schváleného plánu. Dne 30. září 2024 bylo uzavřeno také vnitřní dětské hřiště Lvíčkov. Důvodem uzavření byla malá návštěvnost.
V listopadu 2024 bylo zveřejněna zpráva, že skupina Amadeus Real Estate připravuje prodej obchodního domu Máj. Jeho novým majitelem by se měl stát spřízněný fond Realita, spravovaný investiční společností Atris.

## Popis

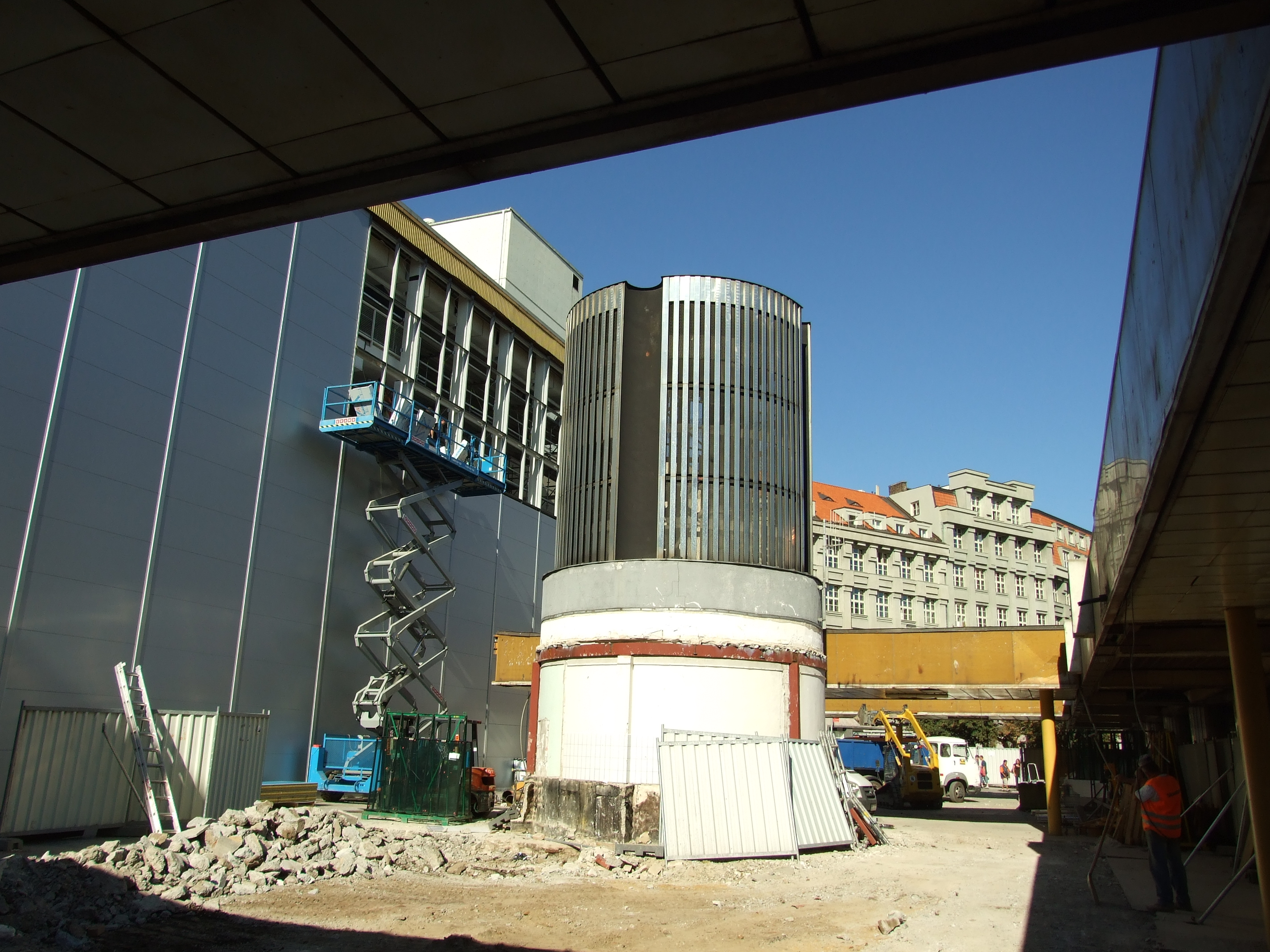
V srpnu 2009 byla zakryta prosklená stěna eskalátorové haly, čímž byl setřen jeden z architektonicky nejvýraznějších prvků stavby. Větrací věž metra stojící vedle pochází z první poloviny 80. let.

Máj ve své době patřil ve světovém měřítku k nejmonumentálnějším stavbám neofunkcionalistického směru. Neofunkcionalistickými rysy jsou důraz na tenkost pláště budovy, prolamovaného pásovými okny a velkými skleněnými plochami, a asymetrické prvky jeho kompozice.
Zvláštností byla použitá stavební technologie suché montáže. Pro styl high-tech styl bylo charakteristické zvýraznění některých technologických prvků: barevně natřená potrubí vzduchotechniky na stropech (ta však byla zakryta v roce 1992) a eskalátory v prosklené schodišťové hale (průhled byl zakryt při rekonstrukci roku 2009 a přilehlý prostor má být zastavěn). Tyto prvky byly inspirované stavbou Centre Georges Pompidou v Paříži (1972–1977) od architektů Renza Piana a Richarda Rogerse, pražská stavba ale byla dokončena o dva roky dřív než její vzor, což jí dává celoevropský význam.
Jedním z důvodů, proč se ministerstvo rozhodlo prohlásit objekt za památku, byl kontrast plně prosklené eskalátorové haly s nečleněnou věží nákladních výtahů z pohledového betonu. Pavel Panoch popisuje přísné, odosobněné geometrické formy a materiálový souzvuk železobetonového skeletu, opláštěného plechem a skleněnými pásy, jako znaky mašinismu. Součástí high tech pojetí byl i trvale zavěšený jeřáb na střešních kolejnicích, určený k čištění fasády. Panoch řadí Máj mezi pět nejvýznamnějších dobových českých budov, které typickým a mimořádně výstižným způsobem zhmotňují dobovou společenskou atmosféru raného předkapitalistického konzumu.
Zajímavostí je použití 13 výtahů, z nichž jsou dva pro zákazníky, dva pro zaměstnance, tři menší a tři větší pro rozvoz zboží a tři velké pro přepravu nákladních automobilů. S osobním automobilem je možno vyjet až na terasu 4. patra.
Obchodní dům byl jako jeden z prvních vybaven rozsáhlým systémem bezpečnostních kamer s nepřetržitým nahráváním.